# Mimameid
Mimameid, auch Mimameidr, altnordisch Mímameiðr, ist ein Baum der nordischen Mythologie, der mit dem Weltenbaum Yggdrasil gleichgesetzt wird.

## Edda
Der Baum wird nur einmal in der nordischen Literatur erwähnt und zwar im Lied Fjölsvinnsmál, das man zur Lieder-Edda zählt. Dort wird Mimameid als hoher Baum beschrieben, dessen Zweige sich über alle Länder breiten. Es heißt, dass niemand seine Wurzeln kennt und niemand weiß, wie man ihn fällt, da weder Eisen noch Feuer ihm etwas anhaben können. In seiner Krone sitzt der goldene Hahn Widofnir, der Surt und Sinmara bedrängt. Aus den Baumfrüchten soll man ein Feuer machen, das bei kränklichen Frauen das hinaustreibt, was in ihnen ist. Die Stelle übersetzt man auch so, dass es sich dabei um Frauen mit Gebärschwierigkeiten handelt.

## Rezeption
Der Dichter des Liedes beschreibt Mimameid so,  dass  er eine Reihe von Merkmalen mit dem Weltenbaum Yggdrasil gemeinsam hat, weswegen man allgemein von der Identität beider Bäume ausgeht.
Obwohl man den Baumnamen meist mit „Mimirs Baum“ übersetzt, heißt der Baum wörtlich „Baum des Mimi“.  Auch wenn Mimi und Mimir nicht miteinander identisch sein müssen, geht man dennoch von Personengleichheit aus. Mimirs Brunnen liegt unter der Wurzel Yggdrasils, insoweit ist es durchaus möglich, von einem Baum Mimirs zu sprechen.
Eine Ansicht, die den Namen Mimirs mit dem altnordischen Schicksalsbegriff mjǫtudr „das Gemessene“ verbindet, übersetzt den Baumnamen nicht mit „Baum des Mimi“, sondern unmittelbar mit „Messbaum“, man vergleiche altnordisch mjǫtvidr „Messbaum“ als Kenning für Yggdrasil.
Besonders bedeutsam ist der Baum aber für die Frauen unter den Menschen. Der altnordische Text bezeichnet sie als kelisjúkar. Nach einer Übersetzungsweise sind damit kränkliche Frauen gemeint, nach anderem Verständnis Frauen mit Schwierigkeiten beim Gebären. Mit den Früchten des Baums soll man Feuer machen und damit (durch Räuchern?) das aus ihnen heraustreiben, was in ihnen ist. Demnach die Krankheit oder das zu gebärende Kind.
Im Falle von Gebärschwierigkeiten soll es sich bei den Früchten um Wacholderbeeren, die zur Behandlung des Vorfalls der Gebärmutter eingesetzt wurden, handeln (Reichborn-Kjennerud). In der isländischen Volksmedizin wurden bestimmte Hülsenfrüchte, die der Golfstrom nach Island trägt, auch zur Erleichterung der Niederkunft genutzt (Gering).

## Oper
Im Auftrag des sirene Operntheaters schrieben Kristine Tornquist und Julia Purgina 2023 eine Oper über den Stoff unter dem Titel Miameide.